# Автошлях Р 77
Автошля́х Р 77 — автомобільний шлях регіонального значення в Україні. Проходить територією Рівненської області через Рівне — Тучин — Гощу — Вельбівно. Загальна довжина — 68,3 км.
Дана нумерація набрала чинності з 1 січня 2013 року.

## Маршрут
Автошлях проходить через такі населені пункти:
| Автошлях Р 77      |        |
| Рівненська область |        |
| Рівненський район  |        |
| Рівне              | Н25    |
| Великий Житин      |        |
| Нова Українка      |        |
| Котів              |        |
| Дуби               |        |
| Шубків             |        |
| Тучин              |        |
| Воскодави          |        |
| Чудниця            |        |
| Гоща               | E40М06 |
| Симонів            |        |
| Хрінів             |        |
| Тесів              |        |
| Сіянці             |        |
| Почапки            |        |
| Мощаниця           |        |
| Бадівка            |        |
| Вельбівно          | Н25    |